# Biofilia
La biofilia es nuestro sentido de conexión con la naturaleza y con otras formas de vida de carácter innato y producto evolutivo de la selección natural que actúa en especies inteligentes cuya supervivencia depende de la conexión estrecha con el ambiente y de la apreciación práctica de las plantas y de los animales.
Biofilia (Biophilia en el original inglés) es un libro de Edward Osborne Wilson escrito en el año 1984, ganador de dos Premios Pulitzer.

## Definiciones de biofilia
El primero en usar el término biofilia fue Erich Fromm (Von der Kunst des Zuhörens [Del arte de escuchar], 1991; Wilhelm Heyne Verlag, Múnich). Según él la biofilia es:

la pasión por todo lo viviente, es una pasión y no un producto lógico, no está en el "Yo" sino que es parte de la personalidad. Lo contrario es necrofilia

Edward O. Wilson elaboró este concepto en mayor detalle y sugiere que los humanos sienten una afinidad innata por todo lo viviente. Wilson, biólogo estadounidense nacido en 1929, profesor emérito de la Universidad de Harvard, es también coautor del concepto de biodiversidad.
En antropología se utiliza frecuentemente el término como contrapuesto al constructivismo que desechó la influencia determinante que ha tenido la biología en diferentes estudios etnográficos, sobre todo en lo referente a la temática sexual.
John N. Gray, en su libro Perros de paja, señala que la biofilia es el precario vínculo emocional que liga a la humanidad con la tierra, vínculo emocional de quienes luchan por conservar lo que queda de la naturaleza salvaje y los seres vivos. Rifkin señala que los verdaderos amantes de la tierra no sueñan con convertirse en los administradores del planeta, sino con el día en el que los seres humanos hayan dejado de importar.